# Unión Nacional Monegasca
La Unión Nacional Monegasca (en francés: Union Nationale Monégasque, UNM) es una lista política monegasca que se presentó a las elecciones de 2023. La lista está formada por tres partidos: Priorité Monaco, Horizon Monaco y Unión por Mónaco, y está encabezada por Brigitte Boccone-Pagès.
La lista fue fundada el 17 de octubre de 2022 e incluyó a 23 de los 24 miembros del Consejo Nacional.
El 15 de noviembre de 2022, la lista presentó sus candidatos para las elecciones de 2023, en las que acabó obteniendo la totalidad de escaños.

## Resultados electorales

### Consejo Nacional de Mónaco
| Año  | Votos  | %     | Escaños | +/- | Gobierno            |
| ---- | ------ | ----- | ------- | --- | ------------------- |
| 2023 | 72.602 | 89,63 | 24/24   |     | Gobierno en mayoría |